# Nicola Gambetti
Sor Nicola Marco Francesco Gambetti (Monterotondo di Badia Tedalda, 15 febbraio 1832 – Monterotondo di Badia Tedalda, 30 giugno 1921) è stato un alchimista e guaritore italiano, che si occupò di taumaturgia, medicina, veterinaria e chimica.

## Famiglia
Nicola Gambetti nacque da Angelo e Maria Angela Lanzi, di famiglia benestante, proprietaria del caseggiato di Monterotondo nel comune di Badia Tedalda, acquistato dalla famiglia direttamente dal granduca di Toscana, e di altri beni sparsi nel Montefeltro. Alle dipendenze della famiglia erano contadini per i lavori dei campi, officine per la polvere da sparo presso il "Mulino del Conte, una tintoria e servitori per la casa.

## Biografia
Nicola Gambetti continuò gli studi dopo le elementari con istruttore privato, don Giuseppe Manfredi, che lo istruì nelle lettere e nella religione cattolica. Dedicò gran parte del tempo libero alla lettura e si formò per mezzo della ricca biblioteca familiare anche in medicina.
Della sua vita la tradizione popolare locale riporta avvenimenti misteriosi, che testimoniano dell'aura leggendaria che lo circondò in vita, ma sono privi di riscontri documentati.

## Attività
In seguito Nicola avrebbe acquisito popolaritànella cura da autodidatta degli ammalati, anche per via del suo aspetto: di alta statura, si spostava su un cavallo bianco e portava la barba bianca lunga, con un cappello a falde e abiti di mezza lana sia d'estate che d'inverno. Dichiarava di avere la missione di lenire le sofferenze e spesso offriva prestazioni gratuite.
L'impresa più stupefacente di Nicola fu quella di essere stato chiamato da Re Vittorio Emanuele III per aiutare la Regina Elena in ritardo, già di otto giorni, nel parto. Secondo alcune testimonianze, Gambetti pose il suo grande cappello sul ventre della regina che partorì poco dopo. Il Re come ricompensa confermò Nicola come guaritore

## Morte
Morì nella sua stanza alle nove del mattino del 30 giugno del 1921 e fu sepolto nella cappella privata della residenza.

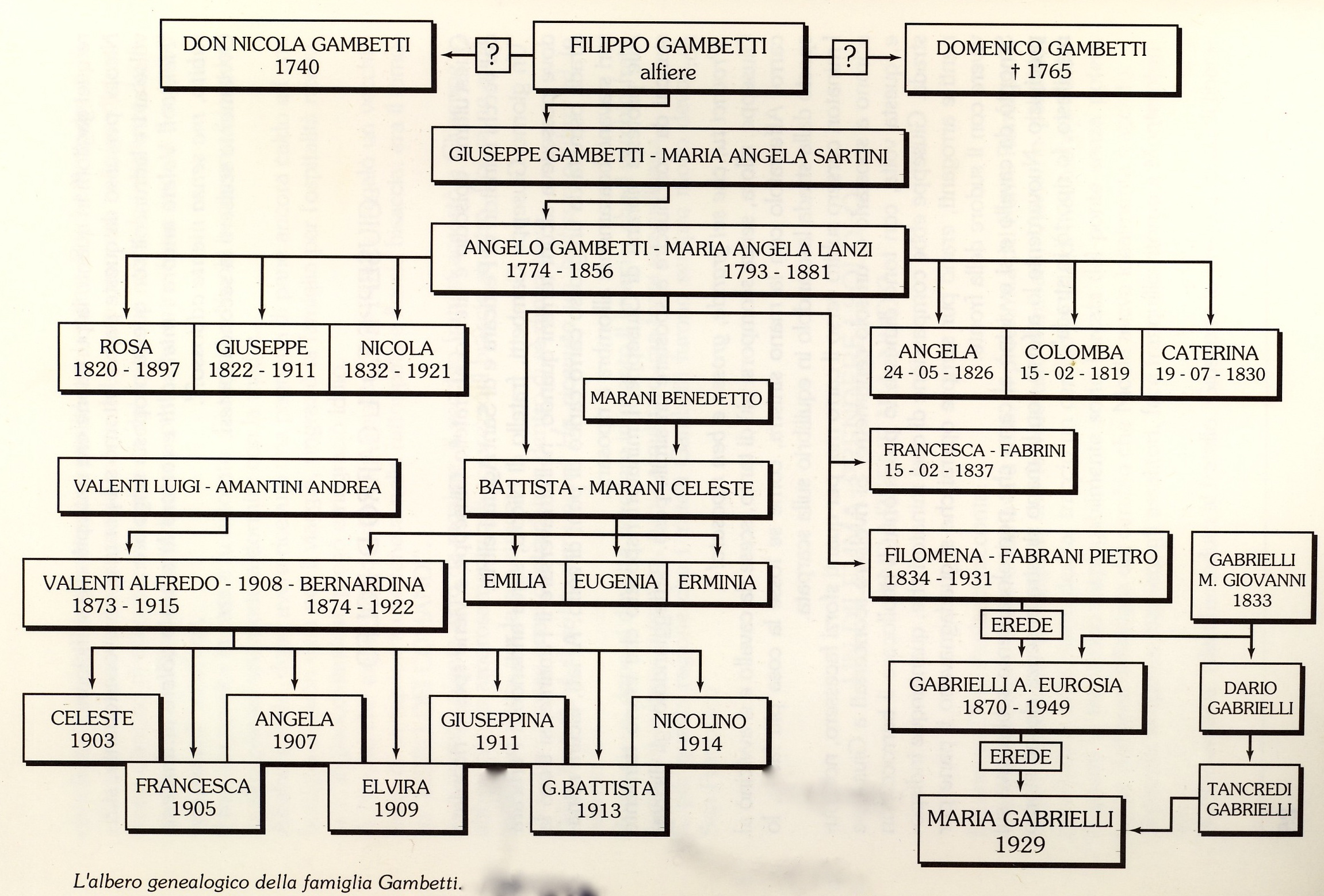
Albero genealogico della famiglia Gambetti

I beni della famiglia erano passati per la parte che loro spettava ai fratelli di Nicola: alle sorelle sopravvissute Filomena e Francesca, dopo il loro matrimonio, e al fratello Battista*, che si sposò con Celeste Marani ed ebbe 5 figlie, l'ultima della quale nacque nel 1874 poco prima della morte della madre e fu presa in casa dagli zii, i fratelli Nicola e Giuseppe che non si erano sposati e che ne fecero la propria erede universale a patto che non si sposasse. La giovane tuttavia rimase incinta e si sposò nel 1903, avendo in seguito ben sette figli e non ricevendo più alcun soccorso dagli zii nonostante la prematura morte del marito.
*   Come risulta dal certificato di morte dello stato civile di Novafeltria (già Mercatino Marecchia)  Caterina Gambetti del fu Battista e di fu Marani Celeste nasce a Mercatino Marecchia nel 1868, muore il 17-11-1890 all’età di 22 anni. E’ la moglie di Agostino Muscioni di Secchiano Marecchia, nato il 13-11-1861. Il matrimonio celebrato nel 1887. Lui di anni 26, lei di anni 19. Da questa unione nasce nel 1888 la figlia Angela che vive solo 4 mesi ( 20-4-1888 / 25-8-1888). L’anno successivo, il 2-10-1889 nasce un figlio maschio, Enrico . Il 17-11-1890 muore Caterina. Enrico quindi, è all’età di 1 anno, orfano di madre.
Agostino Muscioni nel 1892 all'età di 31 anni si unisce in matrimonio con Maria Salvi  (22 anni) essendo nata l’8-9-1870. Enrico trova così una nuova madre e una nuova famiglia con la quale avrà un rapporto di profondo amorevole affetto, sia con la nuova madre sia con i numerosi fratelli e sorelle che nasceranno dopo di lui. Nel 1909 muore il padre Agostino, Nonostante, il suo stato di orfano, Enrico verrà chiamato alle armi nella I° guerra mondiale e morirà il 10-1-1918  prigioniero nonostante il suo ricovero in un ospedale da campo, che verrà, tutto l’ospedale, durante Caporetto, deportato a Komarno, ieri Ungheria, oggi Repubblica Slovacca, dove è sepolto. Tomba introvabile.